# August Ludwig Hausmann
Heinrich August Philipp Ludwig Hausmann (* 22. Dezember 1802 in Hannover; † 14. Mai 1889 in Brandenburg an der Havel) war ein Fabrikant und Reichstagsabgeordneter.
Hausmann war Fabrikant und Stadtrat in Brandenburg, sowie Mitglied der Direktion der Berlin-Potsdam-Magdeburger Eisenbahngesellschaft. 1848 war er stellvertretendes Mitglied der Nationalversammlung in Frankfurt am Main, in der er vom 14. April 1849 bis 20. Mai 1849 die Provinz Brandenburg vertrat. Im Juni 1849 nahm er an der Gothaer Versammlung teil.
Ab 1865 war er Mitglied des Preußischen Herrenhauses. Von 1871 bis 1878 war er Mitglied des Deutschen Reichstags für die Deutsche Fortschrittspartei für den Wahlkreis Potsdam 8 (Westhavelland–Brandenburg).